# Nattbuss 807
Nattbuss 807 är en svensk thrillerfilm som hade biopremiär i Sverige den 28 februari 1997, i regi av David Flamholc. Filmen är baserad på en sann händelse, mordet på en ung kille i Stockholmsförorten Vendelsö.

## Handling
Huvudpersonerna heter Kalle och Carlos, två unga män som har mycket gemensamt, men ändå hamnar i en blodig uppgörelse med varandra. Som alltid är det omständigheterna som styr ödet, och en rad slumpartade händelser driver handlingen i en bestämd riktning tills det inte finns någon väg tillbaka.
Kalle, en kille i 18-årsåldern har hamnat lite snett i livet. Han umgås mest med främlingsfientliga personer. Carlos är en kille i 16-årsåldern, han har bott i Sverige större delen av sitt liv med sin mamma och hennes äldre bror. Hans pappa är kvar i hemlandet Bolivia. Carlos och hans bror är med i ett mindre gäng, bestående mest av invandrare. Filmen handlar om konflikten mellan Kalle och Carlos, samt deras respektive gäng.

## Om filmen
Filmen utspelar sig bland annat i områdena Vendelsö, Brandbergen och Sågen i Haninge.
Nattbussen som trafikerade sträckan Gullmarsplan-Jordbro station (via bland annat Sågen och Brandbergen) hette egentligen 892. Buss 807 trafikerade i huvudsak samma sträcka - men endast på dagen.
År 1997 ersattes de sista kvällsturerna på linje 807 från Gullmarsplan av linje 828 via Gamla Tyresövägen-Skarpnäck-Flatenbadet-Alléplan. I och med Stockholms vattenfestival sattes extra nattbussar på linje 807 in. Dessa trafikerade motorvägen, dels för att avlasta linje 892 och dels för att folk skulle kunna komma hem snabbare. Därav kom det sig att filmen fick titeln Nattbuss 807.

### De verkliga händelserna
I verkligheten hette offret Fredrik Palm, och var 18 år, och likt filmens manus är det mycket som stämmer överens med polisens utredning 1992. Dialoger och scener har kopierats rakt ur förundersökningsprotokollet. Palm hade bland annat samma lapp innehållandes den Hitlerhälsning som hörs i filmen, samt propaganda för Rudolf Hess, Bevara Sverige Svenskt och Sverigedemokraterna i plånboken. Hitlerhyllningen lästes upp av utredare i rättegången. Incidenten på balkongen i en av filmens scener ägde rum en tid innan mordet, samt så jobbade tre av de nynazistiska ungdomarna som sotare, vilket de även gör i filmen. Vidare stämmer de brott och småhärjningar som ses i filmen med verkliga händelser, bland annat misshandeln på bussen av killen som senare kom att mörda Palm med två knivhugg i ryggen, samt att en förövare hade en pennpistol. Hoppet som karaktären Sören gör från ett torn i filmen skedde i verkligheten vid det så kallade Baltiska Hoppet, han hette dock egentligen något annat. Föräldrarna till de ledande nynazistiska tonåringarna, bland annat själva offret, antyddes i media och av utredare ha varit "passiva" inför sina söners skinheads-livsstil, och kallade deras rasistiska utspel och bråk i området för "fosterlandsvurmande" i förhören. En stor andel ungdomar i det verkliga området drogs in i nynazistiska kretsar på det tidiga 1990-talet.

## Rollista i urval
- Jonte Halldén - Karl Ljung
- David Manns - Rickard Ljung, Kalles bror
- Rolf Andersson - Torbjörn, Kalles pappa
- Johan Svangren - Sören
- Christian Moscoso - Carlos
- Jenny Lindroth - Eva
- Fredrik Dolk - Tomas Falk
- Mats Rudal - Kriminalassistent Hallman
- Sergio Painemal - Chino
- Catarina Ackell - Malin
- Fadi Ada - Omar
- Dominiko Aguirre Fernández - Rodrigo
- Finn Åhlén - Polis
- Babben Larsson - Bussresenär
- Jan Olov Andersson - Journalist
- Johan Hedenberg - Polis

## Låtlista
1. Cosimo - Nattbuss 807 (1:39)
2. Whale - No (3:32)
3. Happy Alright - No.9 (3:25)
4. Belle - No More Love (3:37)
5. Absent Minded - State Of Emergency (4:21)
6. Lädernunnan - No Rules (2:59)
7. Skintrade - Soul Sister (4:20)
8. Två Blåbär - Vill inte (3:04)
9. Speaker - Come On Down (4:14)
10. One Eye Red - Vex (5:02)
11. Poetized - A Movie I Liked A Lot (4:53)
12. Joseph Krisps And The London Symphony Orchestra - moll.op.125 (9:44)

### Fotnoter
1. ↑  ”Nattbus 807”. Svensk filmdatabas. 28 februari 1997. http://www.sfi.se/sv/svensk-filmdatabas/Item/?itemid=28280&type=MOVIE&iv=Basic. Läst 17 september 2016.
2. ↑  Polisens utredning av mordet på F. Palm, 1992. Gallrad till arkiven hos Stockholmspolisen.